# Wat Mae Pang
Wat Mae Pang (Thai วัดแม่ปั๋ง) ist eine buddhistische Tempelanlage (Wat) in der Provinz Chiang Mai und stellt einen so genannten Waldtempel, einen Tempel der thailändischen Waldtradition dar.

## Lage
Wat Mae Pang liegt etwa 75 Kilometer nördlich von Chiang Mai im Landkreis (Amphoe) Phrao (Thai พร้าว). Der Tempel liegt am Fuß des Berges Doi Mae Pang, auf dessen Spitze sich eine Gedenkstätte für Luang Pu Waen befindet.

## Geschichte und Gestaltung
Wat Mae Pang erlangte dadurch Bedeutung, dass es von 1962 an bis zu dessen Tod am 2. Juli 1985 der Aufenthaltsort des hochverehrten Mönchs Luang Pu Waen Sujinno (หลวงปู่แหวน สุจิณฺโณ) gewesen war.
Vor einigen Jahren wurde auf dem Berg Doi Mae Pang eine Gedenkstätte (Samnak Song, สำนักสงฆ์) eingerichtet, die den Namen des Berges trägt, und im ganzen Land unter „Wat Doi Mae Pang“ bekannt ist.
Viele Gebäude sind Holzkonstruktionen, so der Wihan und eine Zelle eines Einsiedlers, die Rong Yang Kilet oder Rong Fai genannt wird. An Luang Phor Waen Sujinno erinnern noch seine Wohnhütte (Kuti), sein Bildnis in Meditation sowie ein kleines, quadratisch angelegtes Museum mit seiner Asche, einem Wachsmodell und persönlichen Gegenständen.